# Nationale Kunstakademie (Sofia)

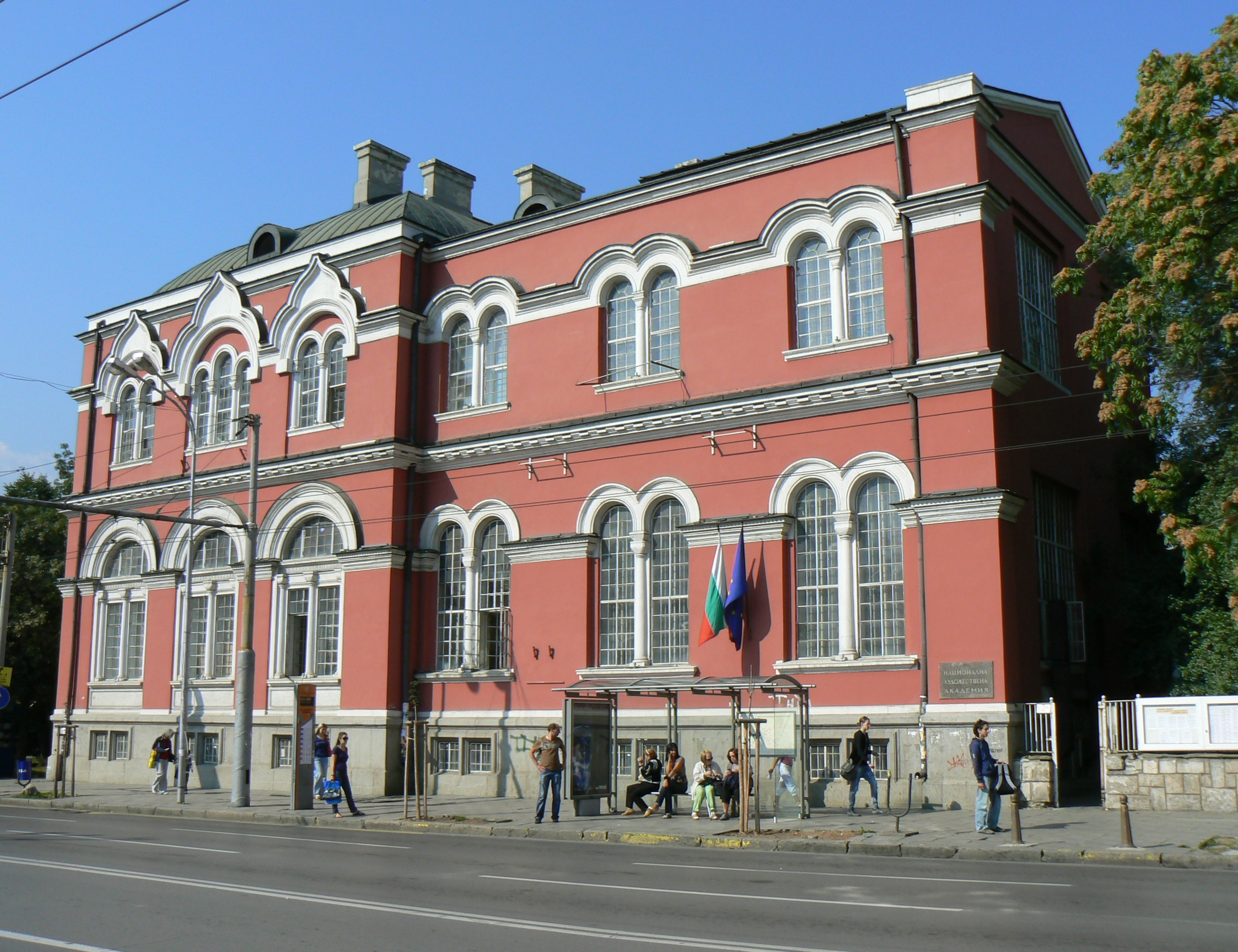
Nationale Kunstakademie

Die Nationale Kunstakademie (bulgarisch Национална художествена академия) ist die älteste und bedeutendste Kunsthochschule in Bulgarien. Sie hat ihren Sitz in der Hauptstadt Sofia, Schipka Str. 1.

## Geschichte
Die erste Kunstschule im jungen bulgarischen Staat wurde 1896 mit Beschluss der Nationalversammlung eröffnet. 1907 konnte ein speziell zu diesem Zweck entworfenes Gebäude im Stadtzentrum eingeweiht werden. Das Gebäude wird bis heute als Verwaltungstrakt und auch für Unterricht genutzt. Dort befindet sich auch die Galerie der Nationalen Kunstakademie. Nach mehreren Namensänderungen (zwischen 1951 und 1995 Höheres Institut für bildende Künste „Nikolai Pawlowitsch“) besitzt sie ihren heutigen Namen.

## Fakultäten
Traditionell besteht diese Akademie aus zwei Fakultäten:
- Fakultät für Bildende Kunst
- Fakultät für Angewandte Kunst

## Persönlichkeiten
Professoren
- Angel Metodiew (1921–1984), Maler
- Swetlin Russew (1933–2018), Maler
- Walentin Kolew (1948–2023), Maler
- Stefan Lyutakov (* 1955), Bildhauer
- Swilen Stefanow (* 1966), Kunsthistoriker

Studenten
- Christo (1935–2020), Installationskünstler
- Georgi Tschapkanow (* 1943), Bildhauer
- Huben Tscherkelow (* 1970), Maler
- Nedko Solakow (* 1957), Installationskünstler
- Oda Jaune (* 1979), Malerin